# アントニオ・デ・サルダーニャ・ダ・ガマ (ポルト・サント伯爵)

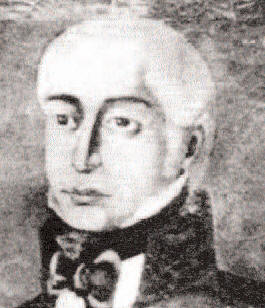

ポルト・サント伯爵アントニオ・デ・サルダーニャ・ダ・ガマ（ポルトガル語: António de Saldanha da Gama, Conde de Porto Santo、1778年2月5日 リスボン - 1839年）は、ポルトガル王国の政治家、外交官、植民地官僚、海軍軍人。1815年のウィーン会議でポルトガル代表を務めた。摂政王太子ジョアンに代わって、1815年2月8日の「奴隷貿易の廃止に関する列強の宣言」などの条約に署名した。1804年から1806年までブラジル北部のマラニョン植民地総督を、1807年から1810年までポルトガル領アンゴラ総督を務めた。1823年10月26日、ポルト・サント伯爵に叙された。